# بروك إي. شيلدون
بروك إي. شيلدون (بالإنجليزية: Brooke E. Sheldon)‏ هي أمينة مكتبة أمريكية، ولدت في 29 أغسطس 1931 في لورانس في الولايات المتحدة، وتوفيت في 11 فبراير 2013 في سانتا فيه في الولايات المتحدة بسبب سرطان الرحم.